# Richard Tait
Richard Neil Peter Tait (* 2. Dezember 1989 in Galashiels) ist ein schottischer Fußballspieler, der zuletzt beim FC St. Mirren auf der Position des Außenverteidigers spielte.

## Karriere
Richard Tait begann seine Karriere in Ashton-under-Lyne, Greater Manchester beim englischen Amateurverein Curzon Ashton. Für den Verein spielte er zwischen 2007 und 2008 in der Northern Premier League. Im Januar 2008 erhielt Tait einen Vertrag beim Profiverein Nottingham Forest. Dieser verlieh ihn im März 2009 an den FC Tamworth aus. Nach dem Ende der Saison 2008/09 verließ er Nottingham endgültig in Richtung Tamworth. Für den englischen Fünftligisten war Tait bis zum Jahr 2013 aktiv. Dabei war er in jeder Spielzeit ausnahmslos Stammspieler.
Im Mai 2013 wechselte Tait zum Ligakonkurrenten Cambridge United. Mit diesem stieg er im ersten Jahr der Vereinszugehörigkeit in die viertklassige League Two auf. Auch in Cambridge war der Außenverteidiger eine stetige konstante im Kader. Obwohl Tait dem Team durch seine Leistungen zum Klassenerhalt in der Saison 2014/15 verhalf wurde sein Vertrag nach zwei Jahren nicht verlängert.
Tait wechselte daraufhin zurück in die fünfte Liga zu Grimsby Town. Auch auf dieser Station war er Stammspieler auf der Außenverteidigerposition. Er konnte dabei mit Grimsby den Aufstieg in die vierte Liga feiern, nachdem man sich in den Aufstieg-Play-offs gegen die Forest Green Rovers im Wembley-Stadion durchgesetzt hatte. Für Grimsby war es nach sechs Jahren die Rückkehr in die Football League.
Bereits nach einem Jahr verließ er jedoch Grimsby und unterschrieb im Juni 2016 einen Vertrag beim schottischen Erstligisten FC Motherwell. Mit Well verlor er in der Saison 2017/18 das Finale im schottischen Pokal und Ligapokal jeweils gegen Celtic Glasgow.
Im Juni 2020 wechselte Tait innerhalb der Premiership zum FC St. Mirren.